# Пессінетто
Пессінетто (італ. Pessinetto, п'єм. Psinaj) — муніципалітет в Італії, у регіоні П'ємонт, метрополійне місто Турин.
Пессінетто розташоване на відстані близько 560 км на північний захід від Рима, 34 км на північний захід від Турина.
Населення — 608 осіб (2014).
Щорічний фестиваль відбувається 24 червня. Покровитель — святий Іван Хреститель.

## Демографія
Населення за роками:

Станом на 1 січня 2023 року в муніципалітеті офіційно проживало 30 іноземців з 6 країн, серед них 22 громадяни країн Євросоюзу.

## Сусідні муніципалітети
- Черес
- Джерманьяно
- Ланцо-Торинезе
- Мецценіле
- Монастеро-ді-Ланцо
- Травес